# Edmond d'Alton-Shée de Lignières
Pour les articles homonymes, voir Alton, Shee et Lignières.
Edmond, comte d'Alton-Shée de Lignières (1er juin 1810 à Paris - 22 mai 1874 à Paris 8e), est un homme politique français du XIXe siècle, membre de la Chambre des pairs.

## Biographie

### Famille
Edmond d'Alton est le fils du comte de l'Empire Jacques-Wulfran d'Alton, (27 septembre 1773 - Brive ✝ 24 octobre 1815 - Paris), receveur général des finances à Aix-la-Chapelle (1810-1814), et de Françoise Shée (1779 ✝ 1832), fille du comte Henri Shée de Lignières, conseiller d'État et sénateur de l'Empire.
Une ordonnance royale du 11 décembre 1816 le substitue à la pairie de son grand-père maternel et l'autorisa à joindre les deux noms de Shée et de d'Alton.
Il épouse Valentine Marquaire ; Berthe de Rayssac, leur fille, est une artiste et salonnière. Sa sœur, Caroline d'Alton, est la marraine de sa fille.

### Monarchie de Juillet
Au cours de la Monarchie de Juillet, il entra à la chambre haute en 1836 et vota avec les conservateurs. Très attaché d'abord à la monarchie constitutionnelle, il en exposa les doctrines dans une curieuse brochure : De la Chambre des pairs dans le gouvernement représentatif (Paris, 1839), où il se proposait un triple objet : « indiquer quelles sont les fonctions attribuées à la Chambre des pairs dans le système actuel de notre constitution ; montrer le vice organique qui la rend impuissante à les remplir, chercher enfin le moyen de lui restituer l'indépendance et la force indispensables à chacun des trois pouvoirs de l'État. » Après un examen critique des publications de Duvergier de Hauranne, Cormenin, etc., sur la pairie et un historique complet des débats parlementaires à cet égard, l'auteur concluait :
1. au rétablissement de l'hérédité de la pairie, « dont l'institution seule donne le sentiment et la force de l'indépendance, et à celui qui transmet la pairie et à celui à qui elle est transmise comme un droit » ;
2. à un système qui « en faisant émaner la pairie à la fois et de l'élection populaire et du choix royal, la rendrait également indépendante de ces deux pouvoirs, par cela même qu'elle serait née de leur concours. »

### 1847-1852
Jusqu'en 1847, le comte d'Alton Shée resta dans les rangs du parti dynastique, et appuya en toutes circonstances la politique de Guizot. Mais tout à coup, au début de l'agitation réformiste qui précéda la Révolution française de 1848, il se jeta dans l'opposition et n'hésita pas à manifester, à la tribune même de la Chambre haute, des opinions nettement révolutionnaires. C'est ainsi qu'il fit, le 19 mai 1847, un grand discours contre le projet de loi relatif au chapitre royal de Saint-Denis. Il dit à ce propos : 

« Je ne veux tromper personne, je ne tiens à capter l'approbation de personne, mais je crois devoir et aux autres et à moi-même d'indiquer franchement, librement, et mon point de départ et le but que je poursuis : ainsi ne voyez en moi ni l'un de ces catholiques fervents, réclament pour leur religion les conséquences de notre révolution de Juillet ; ne voyez pas en moi l'un de ces chrétiens politiques qui du haut de leur intelligence, professent la religion à cause de son utilité, je ne suis ni catholique, ni chrétien ! »

Dans maintes discussions sur les affaires étrangères, il attaqua avec véhémence le duc de Modène, qu'il appela un « Néron en raccourci », la reine de Portugal, une « princesse parjure », et M. de Metternich, un « vieillard cruel et corrompu ».
À dater de cette époque, le comte d'Alton-Shée, entièrement converti aux idées démocratiques, prit part à toutes les manifestations du parti avancé. Il s'arma comme garde national en faveur du mouvement, en février 1848, fut nommé colonel de la 2e légion de la banlieue, défendit dans les clubs, la personne et la politique de Ledru-Rollin, combattit la dictature de Cavaignac et la présidence de Louis-Napoléon Bonaparte, et, à la suite d'une vive protestation signée de lui contre l'interdiction des clubs votée par la Chambre le 11 mars 1849, fut arrêté et emprisonné.
Membre influent du comité démocratique socialiste de la Seine, il fut lui-même sur la liste des candidats de cette nuance à l'Assemblée législative, mais il échoua de quelques voix.

### Second Empire
Durant le Second Empire, il vécut à l'écart de la vie politique, jusqu'aux élections générales de mai 1869 : il fut alors sans succès candidat républicain socialiste dans la 2e circonscription de la Seine, mais échoua contre François Jules Devinck, candidat officiel et Thiers, conservateur indépendant. Il obtint 8 714 suffrages sur 32 683 votants. Thiers, qui avait eu 13 333 voix, ne fut élu qu'au second tour de scrutin.

### IIIeRépublique
Après le 4 septembre, il collabora à quelques feuilles radicales : le Peuple souverain (1872), le Suffrage universel (1873), dont il était le directeur politique.
Gambetta prononça sur sa tombe, le 24 mai 1874, un discours où il loua l'ex-pair de France d'avoir, lui privilégié, noble et né dans l'aristocratie, prit parti pour la République et la démocratie.
Le comte d'Alton-Shée a laissé plusieurs ouvrages intéressants, parmi lesquels ses Mémoires (1868-1869, 2 vol.).